# أندريا كونتي (كرة سلة)
أندريا كونتي (بالإيطالية: Andrea Conti)‏ مواليد 27 مارس 1974 في رو، هو لاعب كرة سلة إيطالي سابق بدأ مسيرته الاحترافية في سنة 1990. يبلغ طوله 6 قدم 7 بوصة (2.0 م). اعتزل اللعب في 2013.

## فرق لعب لها
- بالاكانسترو فاريزي
- فيدجيفانو

## روابط خارجية
- أندريا كونتي على موقع الاتحاد الدولي لكرة السلة (الإنجليزية)
- أندريا كونتي على موقع كرة السلة الأوروبية.كوم (الإنجليزية)
- أندريا كونتي على موقع ريلجم (الإنجليزية)
- أندريا كونتي على موقع بروبوليرز (الإنجليزية)
- أندريا كونتي على موقع سبورتس رفرنس (الإنجليزية)